# Feminists in the city
 (mars 2024).
La mise en forme du texte ne suit pas les recommandations de Wikipédia : il faut le « wikifier ».
Les points d'amélioration suivants sont les cas les plus fréquents. Le détail des points à revoir est peut-être précisé sur la page de discussion.
- Les titres sont pré-formatés par le logiciel. Ils ne sont ni en capitales, ni en gras.
- Le texte ne doit pas être écrit en capitales (les noms de famille non plus), ni en gras, ni en italique, ni en « petit »…
- Le gras n'est utilisé que pour surligner le titre de l'article dans l'introduction, une seule fois.
- L'italique est rarement utilisé : mots en langue étrangère, titres d'œuvres, noms de bateaux, etc.
- Les citations ne sont pas en italique mais en corps de texte normal. Elles sont entourées par des guillemets français : « et ».
- Les listes à puces sont à éviter, des paragraphes rédigés étant largement préférés. Les tableaux sont à réserver à la présentation de données structurées (résultats, etc.).
- Les appels de note de bas de page (petits chiffres en exposant, introduits par l'outil «  Source ») sont à placer entre la fin de phrase et le point final[comme ça].
- Les liens internes (vers d'autres articles de Wikipédia) sont à choisir avec parcimonie. Créez des liens vers des articles approfondissant le sujet. Les termes génériques sans rapport avec le sujet sont à éviter, ainsi que les répétitions de liens vers un même terme.
- Les liens externes sont à placer uniquement dans une section « Liens externes », à la fin de l'article. Ces liens sont à choisir avec parcimonie suivant les règles définies. Si un lien sert de source à l'article, son insertion dans le texte est à faire par les notes de bas de page.
- La présentation des références doit suivre les conventions bibliographiques. Il est recommandé d'utiliser les modèles {{Ouvrage}}, {{Chapitre}}, {{Article}}, {{Lien web}} et/ou {{Bibliographie}}. Le mode d'édition visuel peut mettre en forme automatiquement les références.
- Insérer une infobox (cadre d'informations à droite) n'est pas obligatoire pour parachever la mise en page.

Pour une aide détaillée, merci de consulter Aide:Wikification.
Si vous pensez que ces points ont été résolus, vous pouvez retirer ce bandeau et améliorer la mise en forme d'un autre article.
 (mars 2024).
Feminists in the City (anciennement connue sous le nom Feminists of Paris) est une entreprise française ayant pour mission de mettre en lumière les femmes et le féminisme à travers l’art, l’histoire et la culture. Basée à Paris, elle propose des visites guidées féministes en France, des Masterclasses et des formations.

## Historique
Fondée par Julie Marangé et Cécile Fara, l’idée de Feminists in the City leur est venue lors d’un cours sur l’entrepreneuriat qu’elles ont suivi à Sciences Po Paris. Les visites ont commencé en mars 2018 par une visite “Street art & féminisme”, qui avait comme mission la sensibilisation aux inégalités des genres à travers les œuvres féministes dans le quartier de la Butte-aux-Cailles dans le 13e arrondissement de Paris. La Présidente et directrice actuelle de Feminists in the City est Julie Marangé.

## Activités
Feminists in the City propose 13 visites guidées à Paris et dans quelques grandes villes françaises comme Lyon, Bordeaux, Toulouse, Marseille et Versailles. Les visites portent sur des thèmes liés à l'art, à l'histoire et à la culture féministes, tels que le street art et le féminisme ou la chasse aux sorcières: les femmes puissantes de Paris.
Feminists in the City organise également des formations, notamment le Powerful Feminist Training, et des Masterclasses en ligne sur des questions féministes telles que le drag, la masculinité toxique, et le male gaze avec des intervenantes comme Michelle Perrot,.
En 2021, Feminists in the City a organisé le Sommet de la Sororité, une initiative en ligne avec des performances avec des artistes comme Typhaine D, des ateliers créatifs, des Masterclasses et des rencontres. L’initiative a été marrainée par l’historienne et professeure émérite Michelle Perrot,.
Depuis 2019, Feminists in the City a pour marraine l’écrivaine, l’historienne et diplomate honoraire française Claudine Monteil. Proche de Jean-Paul Sartre et Simone de Beauvoir, elle s’engage à l'âge de 20 ans, dans le Mouvement de Libération des Femmes et sera la plus jeune signataire du Manifeste des 343, la pétition parue le 5 avril 1971 dans Le Nouvel Observateur demandant que l'avortement soit légalisé en France. Elle accompagne Feminists in the City dans ses initiatives, dans une démarche de sororité intergénérationnelle.
En 2023, la militante féministe, écrivaine et conférencière Jamia Wilson rejoint Feminists in the City en tant que marraine.

## Récompenses
Pépite France et BPW France 2020 - Prix Œuvrez pour l'Inclusion